# Margarita Fischer

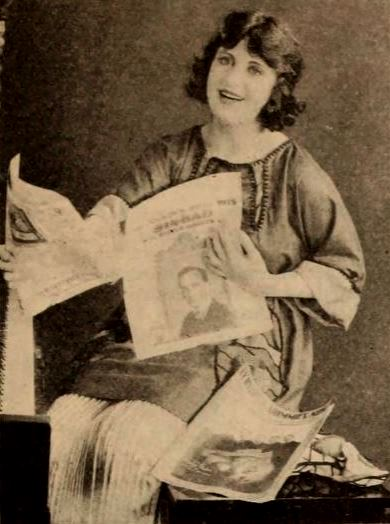
The Week-End (1920) - 3

Margarita Fischer (später Margarita Fisher, * 12. Februar 1886 in Missouri Valley, Iowa; † 11. März 1975 in Encinitas, Kalifornien) war eine amerikanische Stummfilm- und Theaterschauspielerin. In verschiedenen Artikeln wurde sie als „Babe“ Fischer bezeichnet.

## Frühe Jahre
Margarita Fischer wurde am 12. Februar 1886 in Missouri Valley (Iowa) geboren. Ein Artikel aus dem Jahr 1902 behaupte, sie sei gebürtig aus Silverton, Marion County in Oregon. Ihre Eltern waren Johan (später John), ein Deutsch-Amerikaner der ersten Generation, und Katherine „Kate“ E. Fischer (geb. Hageny). Ihr Vater arbeitete zunächst als Hotelier und wurde später als Minnesänger bekannt. Gemeinsam mit ihrer zwei Jahre älteren Schwester Dorothy wirkte Fischer bereits in ihrer Kindheit in verschiedenen Produktionen mit.

## Theaterproduktionen
Fischer war als Kinder- und Jugenddarstellerin in den Theatergruppen der Pazifikküste bekannt. Bereits im Alter von acht Jahren bekleidete sie anspruchsvolle, dramatische Rollen. Dies hatte zur Folge, dass sie jahrelang als Wunderkind bezeichnet wurde. Ihr Bühnendebüt gab sie in Portland, wo sie die Rolle der Adrienne in dem Stück The Celebrated Case übernahm. 1901 wurde sie die Hauptdarstellerin der Fischer-Van Cleve Company. Ihre stark werdende Bekanntheit veranlasste ihren Vater die Margarita Fischer Stock Company zu gründen. Das Theaterensemble tourte einige Jahre entlang der Pazifikküste. Nach dem Tod ihres Vaters beteiligte sich Fischer an verschiedenen Aktiengesellschaften. Eine davon wurde von der amerikanischen Schauspielerin Grace George geleitet.
Bei ihren Auftritten im Vaudeville lernte Fischer ihren späteren Ehemann, den Filmregisseur Harry A. Pollard, kennen. Zusammen führten sie den Sketch When Hearts Are Trumps (Wenn Herzen Trumpf sind) in den wichtigsten Vaudeville-Kreisen auf. Später agierten sie als Schauspieler bei der Selig Polyscape Company, mit der Imp Company in der Produktion New York, New York und später bei Universal Pictures.

## Filmproduktionen

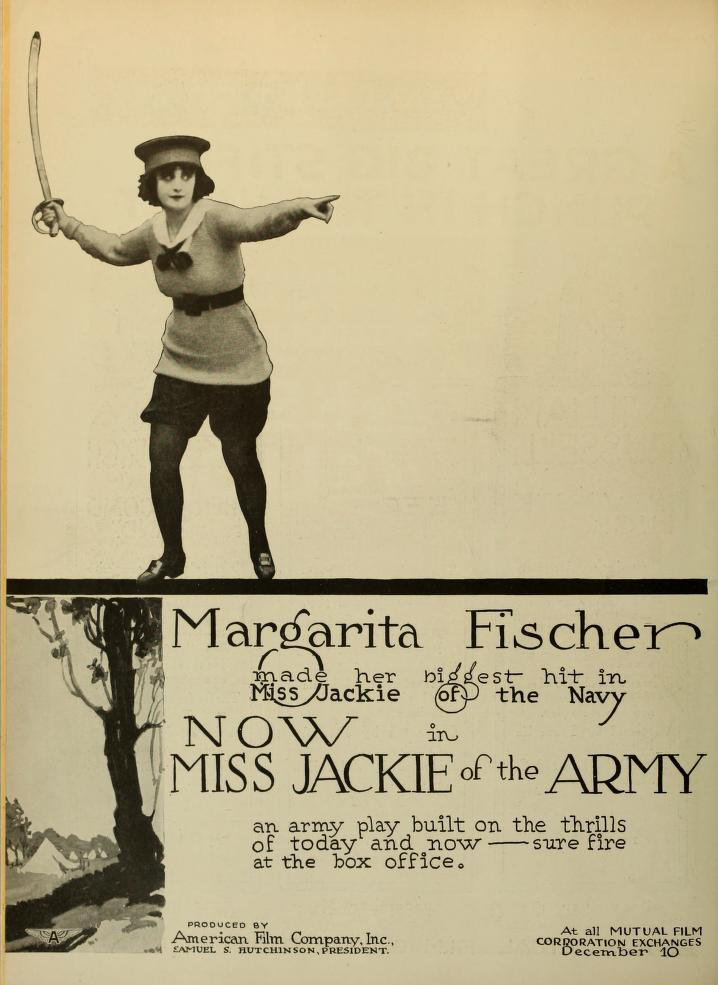
Miss Jacky of the Army (1917)

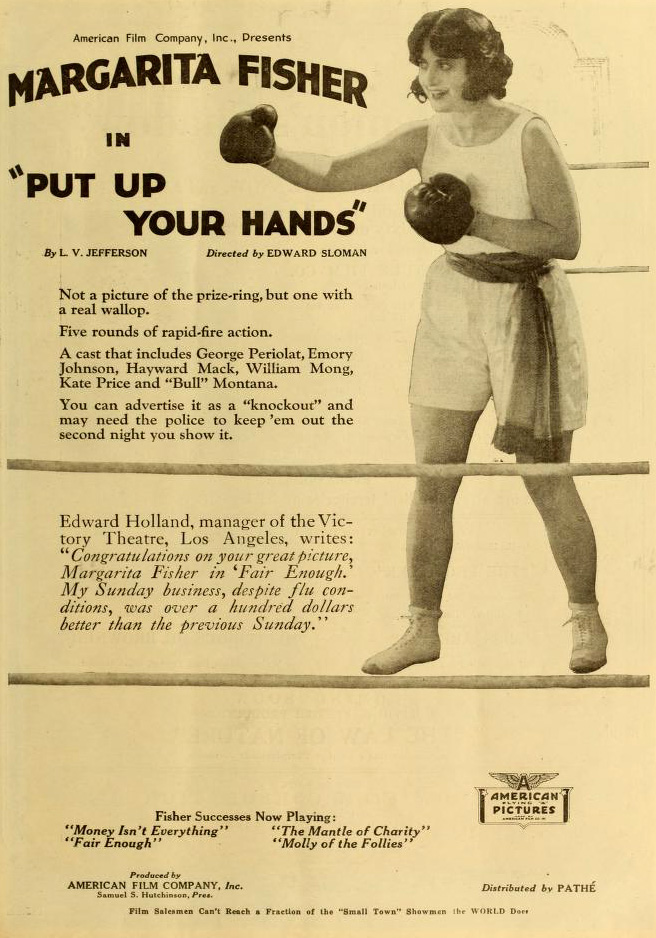
Put Up Your Hands (1919)

Nach Beendigung ihres Wirken im Vaudeville, trat Fischer in Chicago in Filmen der US-amerikanischen Filmproduktionsgesellschaft Selig Polyscape Company auf. Zu sehen war sie mindestens von 1910 bis 1927 in verschiedenen Hollywood-Stummfilmen. Ihre ersten Filmerfahrungen sammelte sie bei der American Company. In den drei folgenden Jahren war Fischer die Hauptdarstellerin bei Universal Pictures. 
1913 spielte sie die Hauptrolle in dem von der US-amerikanischen Filmregisseurin Lois Weber geschriebenen und inszenierten Film How Men Propose. Der Film ist von Universal Pictures produziert, die zu der Zeit noch an der Ostküste ansässig waren. Nach der Entstehung der American Beauty Company wurde Fischer für jede weibliche Hauptrolle engagiert. 
Bekanntheit erlangte sie 1913 in ihrer Rolle als afroamerikanisches Sklavenmädchen in der Verfilmung des Drei-Rollen-Epos Onkel Toms Hütte (im Original: Uncle Tom’s Cabin) von Harriet Beecher Stowe. In dem Film war sie bereits gemeinsamen mit Harry A. Pollard zu sehen. Aufgrund ihrer Rolle als Eliza erhielt Fischer von der kalifornischen American Film Company in Santa Barbara einen Langzeitvertrag. Sie gewann international Aufmerksamkeit als „die amerikanische Schönheit der Leinwand“. Ihr Gesicht wurde auf den Fotos in das Herz einer Rose montiert, was zu einem Markenzeichen des Films wurde. Pollard führte bei der Universal-Produktion von Uncle Tom’s Cabin Regie. In dem Film, der 1927 veröffentlicht wurde, agierte Fischer als erwachsene Eliza. 
Fischer war auch in weiteren Produktionen zu sehen, so unter anderem 1914 in Lost: A Union Suit und A Joke On Jane, 1915 in The Quest, 1917 in Robinson Crusoe, 1918 in Impossible Susan, 1919 in Trixie From Broadway, 1920 in The Thirtieth Piece of Silver sowie 1925 in Any Woman. 
Im April 1916 gründeten Fischer und ihr Ehemann Harry A. Pollard die Pollard Picture Plays Corporation. Pollard führte Regie, während Fischer als Schauspielerin agierte. Der Regisseur und Produzent George W. Lederer war ihr Protegé. Ihre erste Produktion Die Perle des Paradieses wurde in Los Angeles, Kalifornien, Honolulu, Hawaii und auf den Südseeinseln aufgeführt.
Fischer konnte ihre Filmkarriere in der Ära des Tonsfilms nicht fortzusetzen. Zugleich wurde ihre Laufbahn von der Filmwissenschaft für viele Jahre weitestgehend vergessen und ignoriert. Ihr Schaffen umfasst mehr als 100 Produktionen.

## Späte Jahre und Tod
Während des Ersten Weltkrieges änderte Fischer aufgrund der antideutschen Stimmung der Amerikaner die Schreibweise ihres Nachnamens auf Fisher. In den Abspannen der Filme wurde sie manchmal als Margarieta Fisher, Marguerite Fisher, Margarite Fisher und Margurita Fisher gelistet.
1944 lebte sie in San Diego und war als Republikanerin registriert. 1977 verstarb Fischer in Encinitas (Kalifornien) an einer Erkrankung des Herzens. Sie wurde auf dem privaten Friedhof Forest Lawn Memorial Park in Glendale begraben.

## Filmographie

### Kurzfilme
1910
- After Many Years
- Big Medicine
- For Her Country's Sake
- His First Long Dress
- In the Wilderness
- Romeo and Juliet in Our Town
- Settled Out of Court
- The Cowboy's Strategem
- The Early Settlers
- The Kentucky Pioneer
- The Merry Wives of Windsor
- There, Little Girl, Don't Cry
- The Road to Richmond
- The Squaw and the Man
- The Vampire
- The Way of the Red Man
- Trimming of Paradise Gulch
- Two Lucky Jims

1911
- A Lesson to Husbands
- An Arizona Romance
- A Pair of Gloves
- Bertie's Bandit
- Buddy, the Little Guardian
- Over the Hills
- The Girl and the Half-Back
- The Mission in the Desert
- The Portrait
- The Sheriff's Sweetheart
- The Tenderfoot's Round-Up

1912
- A Fight for Friendship
- A Melodrama of Yesterday
- An Indian Outcast
- Better Than Gold
- Betty's Bandit
- Big Hearted Sim
- Hearts in Conflict
- Her Burglar
- Jim's Atonement
- Love, War and a Bonnet
- Mrs. Matthews, Dressmaker
- Nothing Shall Be Hidden
- On the Border Line
- On the Shore
- Romance and Reality
- Squnk City Fire Company
- The Baby
- The Call of the Drum
- The Dove and the Serpent
- The Employer's Liability
- The Exchange of Labels
- The Hand of Mystery
- The Land of Promise
- The Mountain Girl's Self-Sacrifice
- The Old Folks' Christmas
- The Parson and the Medicine Man
- The Regeneration of Worthless Dan
- The Return of Captain John
- The Rights of a Savage
- The Rose of California
- The Tribal Law
- The Trinity
- The Worth of a Man
- Trapped by Fire
- Where Paths Meet
- Who Wears Them?

1913
- A Friend of the Family
- A Tale of the Lonely Coast
- A Woman's Folly
- A Woman's Stratagem
- A Wrong Road
- Draga, the Gypsy
- His Old-Fashioned Dad
- In Slavery Days
- Like Darby and Joan
- Paying the Price
- Robinson Crusoe
- Sally Scraggs, Housemaid
- Shon the Piper
- The Boob
- The Boob's Dream Girl
- The Diamond Makers
- The Evil Power
- The Fight Against Evil
- The Light Woman
- The Missionary Box
- The Power of Heredity
- The Primeval Test
- The Shadow
- The Stolen Idol
- The Thumb Print
- The Turn of the Tide
- The Wayward Sister
- The World at Large
- Uncle Tom's Cabin
- Until Death
- When the Prince Arrived

1914
- A Flurry in Hats
- A Joke on Jane
- A Midsummer's Love Tangle
- A Modern Othello
- A Suspended Ceremony
- Bess, the Outcast
- Caught in a Tight Pinch
- Closed at Ten
- Cupid and a Dress Coat
- Drifting Hearts
- Eugenics Versus Love
- Fooling Uncle
- Her Heritage
- Her 'Really' Mother
- Italian Love
- Jane, the Justice
- Lost: A Union Suit
- Mlle. La Mode
- Motherhood
- Nancy's Husband
- Nieda
- Retribution
- Sally's Elopement
- Susie's New Shoes
- Suzanna's New Suit
- Sweet Land of Liberty
- The Courting of Prudence
- The Dream Ship
- The Girl Who Dared
- The Legend of Black Rock
- The Man Who Came Back
- The Motherless Kids
- The Only Way
- The Other Train
- The Peacock Feather Fan
- The Professor's Awakening
- The Sacrifice
- The Silence of John Gordon
- The Tale of a Tailor
- The Wife
- Via the Fire Escape
- When Queenie Came Back
- Withering Roses

1917
- Robinson Crusoe
- The Diamond Thieves
- The Human Flame
- The Sin Unatoned

### Langfilme
1913
- The Great Ganton Mystery

1914
- The Quest

1915
- Infatuation
- The Girl from His Town"
- The Lonesome Heart
- The Miracle of Life

1916
- Miss Jackie of the Navy
- The Dragon
- The Pearl of Paradise

1917
- Miss Jackie of the Army
- The Butterfly Girl
- The Devil's Assistant
- The Girl Who Couldn't Grow Up

1918
- Ann's Finish
- Fair Enough
- Impossible Susan
- Jilted Janet
- Molly Go Get 'Em
- Money Isn't Everything
- The Mantle of Charity
- The Primitive Woman
- The Square Deal

1919
- Charge It to Me
- Molly of the Follies
- Put Up Your Hands!
- The Hellion
- The Tiger Lily
- Trixie from Broadway

1920
- The Dangerous Talent
- The Gamesters
- The Thirtieth Piece of Silver
- The Week-End

1921
- Beach of Dreams
- Payment Guaranteed
- Their Mutual Child

1924
- K – The Unknown

1925
- Any Woman

1927
- Uncle Tom's Cabin